# Victor de Sabata
Victor (Vittorio) de Sabata (né le 10 avril 1892 à Trieste d'un père catholique et d'une mère juive, tous deux musiciens - mort le 11 décembre 1967 à Santa Margherita Ligure) est un chef d'orchestre et un compositeur italien.

## Biographie
De Sabata est considéré comme l'un des plus grands chefs d'orchestre de l'opéra italien, en particulier les opéras de Verdi et Puccini ; il est aussi connu pour ses directions des œuvres de Wagner ainsi que de la musique orchestrale des XIXe et XXe siècles. Comme son proche contemporain Wilhelm Furtwängler, De Sabata considérait la composition comme plus importante que la direction d'orchestre et pourtant il a acquis une meilleure reconnaissance comme chef d'orchestre. Il a été le directeur musical de l'Opéra de Monte-Carlo de 1918 à 1929 puis de La Scala de Milan de 1929 à 1953. Certains critiques voient en lui un rival de Toscanini pour le titre de plus grand chef d'orchestre italien du XXe siècle.

## Ses principales compositions
- Il macigno (opéra, 1917)
- Juventus (poème symphonique pour orchestre, 1919)
- La notte di Platon (pour orchestre, 1923)
- Gethsemani (pour orchestre, 1925)

## Principaux enregistrements
Ses enregistrements en studio sont généralement considérés comme moins intéressants que ceux qui ont été réalisés dans des opéras ou des salles de concerts. (Cela tient peut-être au fait qu'on dit de lui qu'il haïssait les enregistrements).
Heureusement, il existe plusieurs enregistrements publics qui démontrent combien De Sabata pouvait être enthousiasmant sur scène (bien que la qualité de ces enregistrements soit parfois problématique).
Ce contraste apparaît bien dans les deux versions de Mort et Transfiguration de Richard Strauss et du Requiem de Verdi énumérés ci-dessous.
- Beethoven, Cinquième symphonie, enregistrement public avec l'Orchestre philharmonique de New York, New York, 1950 (disponible chez Urania et Tahra : Urania est meilleur)
- Beethoven, Huitième symphonie, enregistrement public avec l'Orchestre philharmonique de New York, New York, 1951 (disponible chez Istituto Discografico Italiano)
- Brahms, Quatrième symphonie, enregistrement en studio avec l'Orchestre philharmonique de Berlin, Deutsche Grammophon 1939 (disponible chez Pearl)
- Debussy, Jeux, enregistrement en studio avec l'Orchestre de l'Académie nationale Sainte-Cécile, Rome, HMV, 1947. Le premier enregistrement de cette œuvre. (Pristine Audio et Testament)
- Debussy, La Mer, enregistrement en studio avec l'Orchestre de l'Académie nationale Sainte-Cécile, Rome, HMV 1948 (Testament)
- Puccini, Tosca, enregistrement en studio avec Callas, HMV 1953. Le plus fameux enregistrement de de Sabata et la Callas. (disponible chez EMI et Naxos)
- Respighi, Feste romane, enregistrement en studio avec l'Orchestre philharmonique de Berlin, Deutsche Grammophon, 1939 (disponible chez Pearl)
- Respighi, Fontane di Roma (Fontaines de Rome), enregistrement en studio avec l'Orchestre de l'Académie nationale Sainte-Cécile, Rome, HMV, 1947 (disponible chez Testament)
- Respighi, Pini di Roma (Pins de Rome), enregistrement public avec l'Orchestre philharmonique de New York, New York, 1950 (disponible chez Urania)
- Sibelius, Première symphonie, enregistrement public avec l'Orchestre philharmonique de New York, New York, 1950 (disponible chez Urania et Nuova Era)
- Richard Strauss, Mort et Transfiguration, enregistrement en studio avec l'Orchestre philharmonique de Berlin, Deutsche Grammophon 1939 (disponible chez Pearl)
- Richard Strauss, Mort et Transfiguration, enregistrement public avec Orchestre philharmonique de Vienne, Salzbourg, 1953 (disponible chez IDI et " Nuova Era)
- Verdi, Falstaff, enregistrement public avec Tebaldi et Stabile, La Scala, Milan, 1951 (disponible chez "Music and Arts", et Urania)
- Verdi, Macbeth, enregistrement public avec Callas, La Scala, Milan, 1952 (disponible chez EMI)
- Verdi, Requiem, enregistrement public avec Tebaldi, La Scala, Milan, 1951 (disponible chez Urania)
- Berlioz, Le Carnaval Romain, Ravel, La Valse, enregistrement public du 1er août 1953 avec l'orchestre Philharmonique de Vienne, (CD Dynamic IDIS 6416)
- Verdi, Requiem, enregistrement en studio avec Schwarzkopf, HMV 1954 (disponible chez EMI)
- Wagner, Tristan und Isolde, enregistrement public avec Grob-Prandl, Max Lorenz, La Scala, Milan, 1951 (disponible chez Archipel)
- Wagner, extraits, enregistrement public avec Eileen Farrell et l'Orchestre philharmonique de New York, New York, 1951 (disponible chez Urania)
- Recordings on Deutsche Grammophon and Decca.

Berliner Philharmoniker (BP)
London Philharmonic Orchestra (LPO)
4 CD parus en 2017 (Deutsche Grammophon 479 8196). Ce coffret est composé comme suit :
CD1 : Brahms, 4e symphonie, Richard Strauss, Tod und Verklärung, BP.
CD2 : Sibelius, En Saga, LPO, Verdi, Prélude d'Aida, Wagner, Tristan und Isolde (Prélude 1er acte, Isoldes Liebestod), BP, Kodály, Dances of Galánta, Respighi, Feste romane, BP
CD3 : Mozart, Requiem, Orchestra e coro della Radiotelevisione Italiana
CD4 : Beethoven, 3e symphonie, Berlioz, Le Carnaval romain, Sibelius, Valse triste, Wagner, Walkürenritt, LPO.